# ルカ・モラ
ルカ・モーラ（Luca Mora, 1988年5月10日 - ）は、イタリア・パルマ出身のサッカー選手。S.P.A.L.所属。ポジションはMF。

## 経歴
セリエCやセリエC2などの下部カテゴリーでのプレーを経て、2015年にレガ・プロのS.P.A.L.へ加入。2016-17シーズンには35試合に出場しリーグ優勝とセリエA昇格に貢献し、2017年7月にクラブとの契約を2020年まで延長した。ニコラス・ジャーニの移籍に伴い2017-18シーズンよりキャプテンに就任。コンスタントに試合に出場していたが、2018年1月14日にスペツィア・カルチョと2年半の契約を締結した。2021年1月22日、再びS.P.A.L.へ移籍することが発表された。2022年7月15日、デルフィーノ・ペスカーラ1936に移籍した。

## タイトル
SPAL
- レガ・プロ : 2015-16
- スーペルコッパ・ディ・レガ・プロ : 2015-16
- セリエB : 2016-17